# Hypselosaurus
Hypselosaurus là một chi khủng long, được Matheron mô tả khoa học năm 1869.